# Lasiochalcidia birmanus
Lasiochalcidia birmanus is een vliesvleugelig insect uit de familie bronswespen (Chalcididae). De wetenschappelijke naam is voor het eerst geldig gepubliceerd in 1973 door Mani & Dubey.